# آندری موخین
آندری موخین (انگلیسی: Andrey Mukhin؛ زادهٔ ۶ ژانویهٔ ۱۹۷۱) اهل اوکراین است.

## حرفه
وی همچنین از لژسواران در بازی‌های المپیک زمستانی ۱۹۹۴ و ۱۹۹۸ بوده‌است.